# 喧嘩

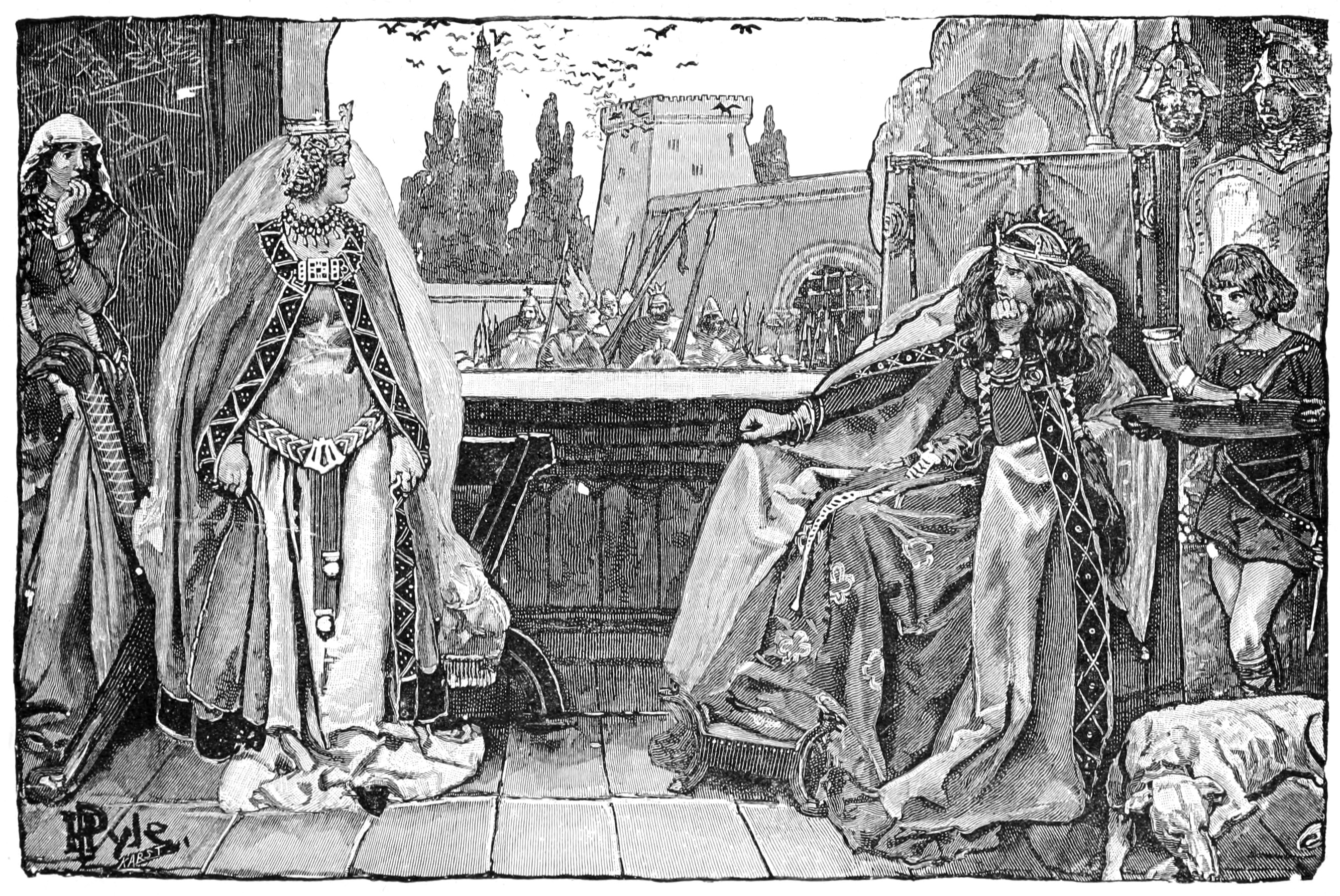
本の挿絵『女王と女王の喧嘩』（1882年）

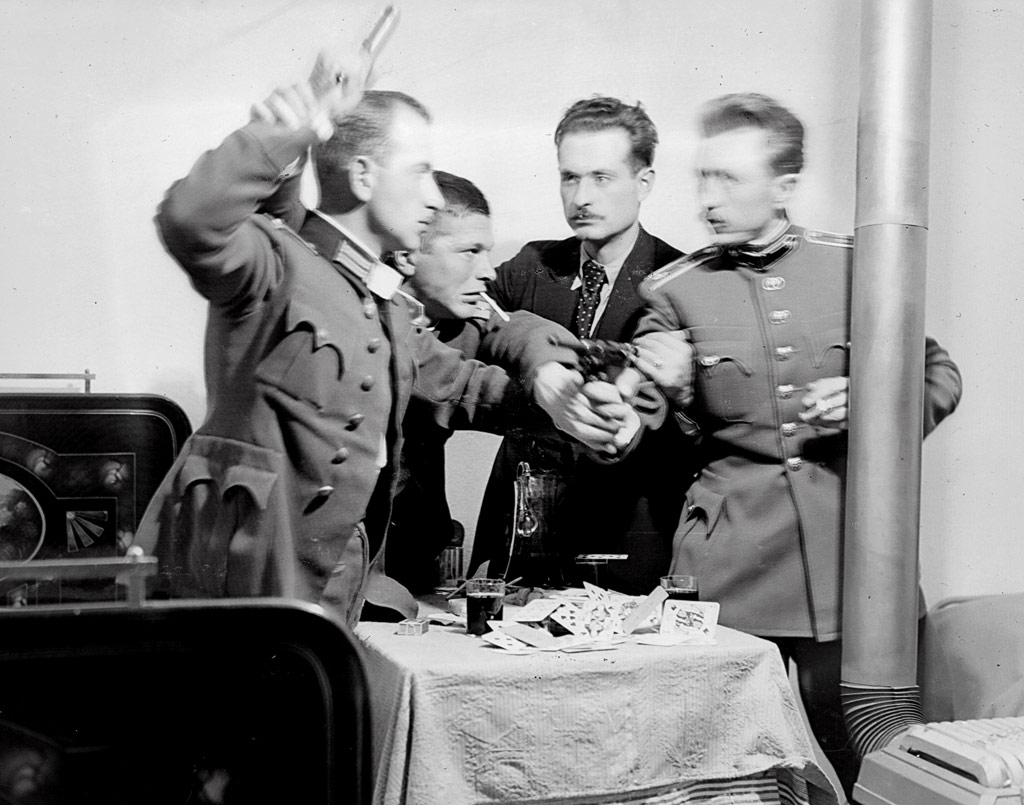
カードゲームをきっかけにして喧嘩し始めて、ついにはピストルまで取り出してしまったブルガリアの将校たち（1936年）

喧嘩（けんか、英語: quarrel, dispute）とは、個人と個人による争いの中でも、裁判に持ち込まれないもののこと。
また、喧嘩の末に、『一方的な暴力』（暴行）、又は、『決闘』にと至る事件例も　人の日常で生じているが、日本国の『文化』（規律）ならば、『暴行』（暴行罪）、並びに『決闘』（決闘罪ニ関スル件）は、喧嘩と区別（及び、法で規制）される。
英語訳ではその様態に応じて、fight（激しい口論、取っ組み合い）、brawl（大声で争う）、quarrel（口げんか） 、dispute（仲たがい）などが相当する。

## 概要
大辞泉では喧嘩の項目に「言い合ったり殴り合ったりしてあらそうこと」とあり、この定義を採用するならば喧嘩とは、互いに相手に対する怒りの感情を込めた言葉を言い合うことや、腕力をぶつけあうことになる。言葉の応酬で行う喧嘩を「口喧嘩」（くちげんか）や「口論」（こうろん）、「言い争い」（いいあらそい）と言う。
喧嘩は親子・兄弟・夫婦・仲間など親しい者同士がすることがあるが、全く知らない者同士がする事もある。親しい者同士が喧嘩するというパターンは兄弟や夫婦が多い。
親子・兄弟姉妹・夫婦・仲間など家族や親しい者同士でも喧嘩がなされることがある。兄弟・姉妹間では「兄弟喧嘩」と言い、親子では「親子喧嘩」と言う。夫婦間では「夫婦喧嘩」と言う。
夫婦喧嘩のきっかけになる話題の1位は「態度・価値観」で27.3%を占める。家事のやりかたや物の置き場所などの些細なことが積み重なって大きな喧嘩になることもある。→夫婦喧嘩
家族間の喧嘩であっても、喧嘩ではあるが、暴力が伴うものであればそれは同時に家庭内暴力でもある。

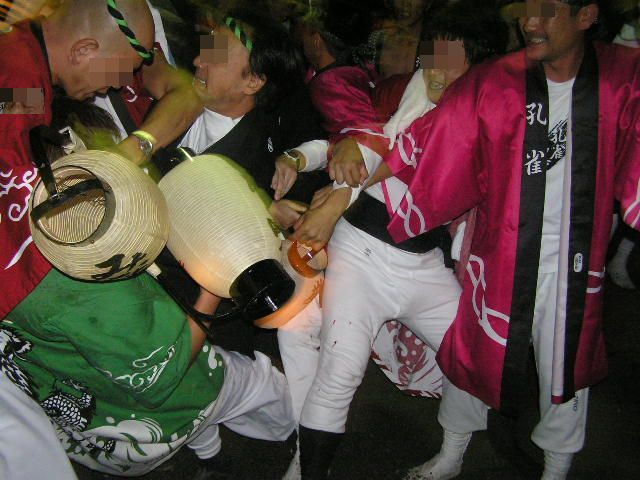
日本の祭りでの喧嘩の様子

祭りなど非日常的な行事などで喧嘩が発生することも多い。あえて喧嘩が起きるような状況設定にしているものや、喧嘩が起きることを期待して参加している人が多い祭りもある。ペルーのアンデスの山の中では、普段対立しあっている者同士が、露骨に殴り合うことで決着をつけることを目的とした「喧嘩祭り」がある。
同じようなことでも、国家間のそれは「戦争」と呼ばれており、経営者と労働者（従業員）の争いは通常「争議」と言われている。
喧嘩の原因は様々である。利害（それぞれの立場における損・得）の対立が原因で起きることもある。趣味嗜好の相違などで喧嘩が生じることもある。思想、宗教、人生哲学などの深遠・深刻なテーマに関する意見の相違点が原因となることもある。
腕力を用いる喧嘩は、相手に肉体的な怪我を負わせたり、生命に危険を及ぼすことがある。喧嘩で極端な腕力を用いることは、法的な観点から暴行とされ、違法行為として処罰の対象となる。

## 歴史

### 欧米
ヨーロッパに眼を向けると、フランスでもパリの市民は喧嘩好きだったという。ゴーギャンは喧嘩で足を怪我したのがきっかけでタヒチに行ったのだし、エミール・ゾラの小説『居酒屋』でもパリの女たちの喧嘩好きの様子を描いている。
欧米では歴史的にみると喧嘩や格闘だったものからルールが整えられスポーツに発展した例がある。
ルネサンス時代にイタリアで生まれた「カルチョ・ストーリコ」は現代スポーツのサッカー、ホッケー、ラクロス、ラグビー、アメリカンフットボールなどに影響を与えたとされるが、その中身は「喧嘩フットボール」と称されるほどの格闘が行われるものとなっている。
アメリカの総合格闘技Ultimate Fighting Championship（UFC）はもともと2000年頃には無名の喧嘩大会のイベントにすぎなかった。しかし、フェティータ兄弟によって2001年に買収され、危険な技が排除され、総合格闘技として人気を獲得するようになった。

### 日本
戦国時代には行軍法度などに喧嘩の禁、喧嘩両成敗などの文脈で使用された。両成敗法は軍事行動のさいの軍内部の騒乱を抑制するための非常事態宣言の要素が強い行軍法度であり、平時の分国法においては騒乱に対して両成敗法を適用されることはめずらしかった。たとえば武家の基本法である御成敗式目には領地争いやそれにともなう殺傷を加害・被害の理非に照らし合わせ裁断する体裁を取っている。仇討ちも禁止されていた（十条）。喧嘩両成敗法は今川仮名目録や甲州法度次第の頃から見られるようになり、織田信長は天正5年（1577年）「定安土山下町中」いわゆる楽市楽座令において喧嘩口論を禁じる制札を発している。

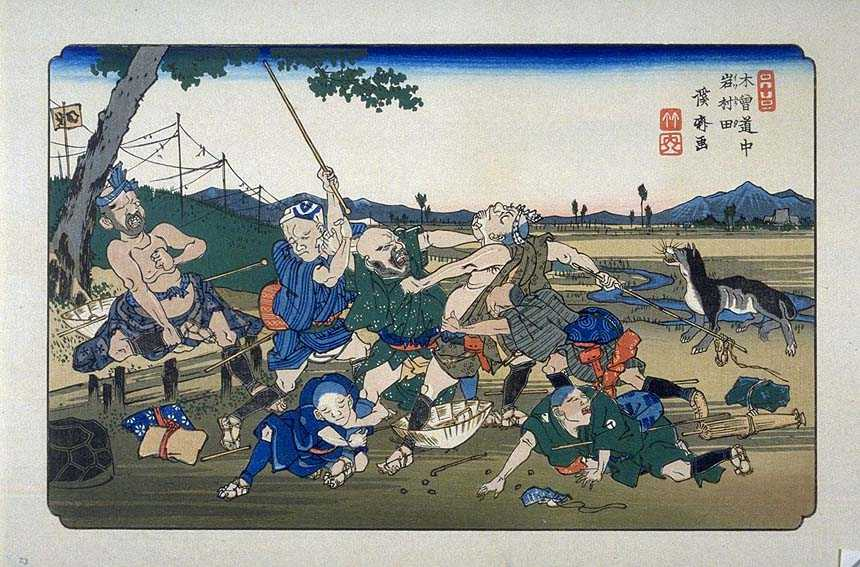
喧嘩

江戸期には「火事と喧嘩は江戸の華」と言われた。こう表現したのは、当時 喧嘩は派手な騒ぎになったからだともいい、また喧嘩は仲直りするのに飲食がつきもので飲食店が儲かったからだとも言う。
江戸期には赤穂事件では両成敗法を根拠に高家吉良（吉良義央）を成敗すべしとした浅野家家臣らに対して幕府首脳や荻生徂徠ら儒学者がこれを認めない処置を下している。これは後に戯曲化した『忠臣蔵』の興行などにより「喧嘩両成敗」なる表現とともに庶民のあいだに定着した。
文政五年（1822年）に上演された歌舞伎「御摂曽我閏正月」では文化二年（1805年）におきた江戸の鳶火消し「め組」の喧嘩を題材に、庶民の私闘に対する美意識を芸能に昇華している。
江戸時代から明治末くらいまでは、少年や青年がレクリエーションとして喧嘩をする風習があった。「退屈だから隣町へ行って喧嘩でもしてくる」などということが行われていたのである。勝海舟の『夢酔独言』にもそうした回想のくだりがあるという。
個人間の喧嘩に限らず、木刀や長竿等で武装した敵味方50人前後の子供が町同士で争う大喧嘩が頻発し、多数の負傷者が発生したことから文政4年（1821年）以来何度も禁止令が出された。松浦静山が「闘戦」と呼んだこの種の子供の喧嘩は「古時の戦争もかくあらんや」と言わしめる激しいもので、杉田玄白は随筆『野叟独語』の中で天変地妖の一現象に数えている。

## 子供の喧嘩

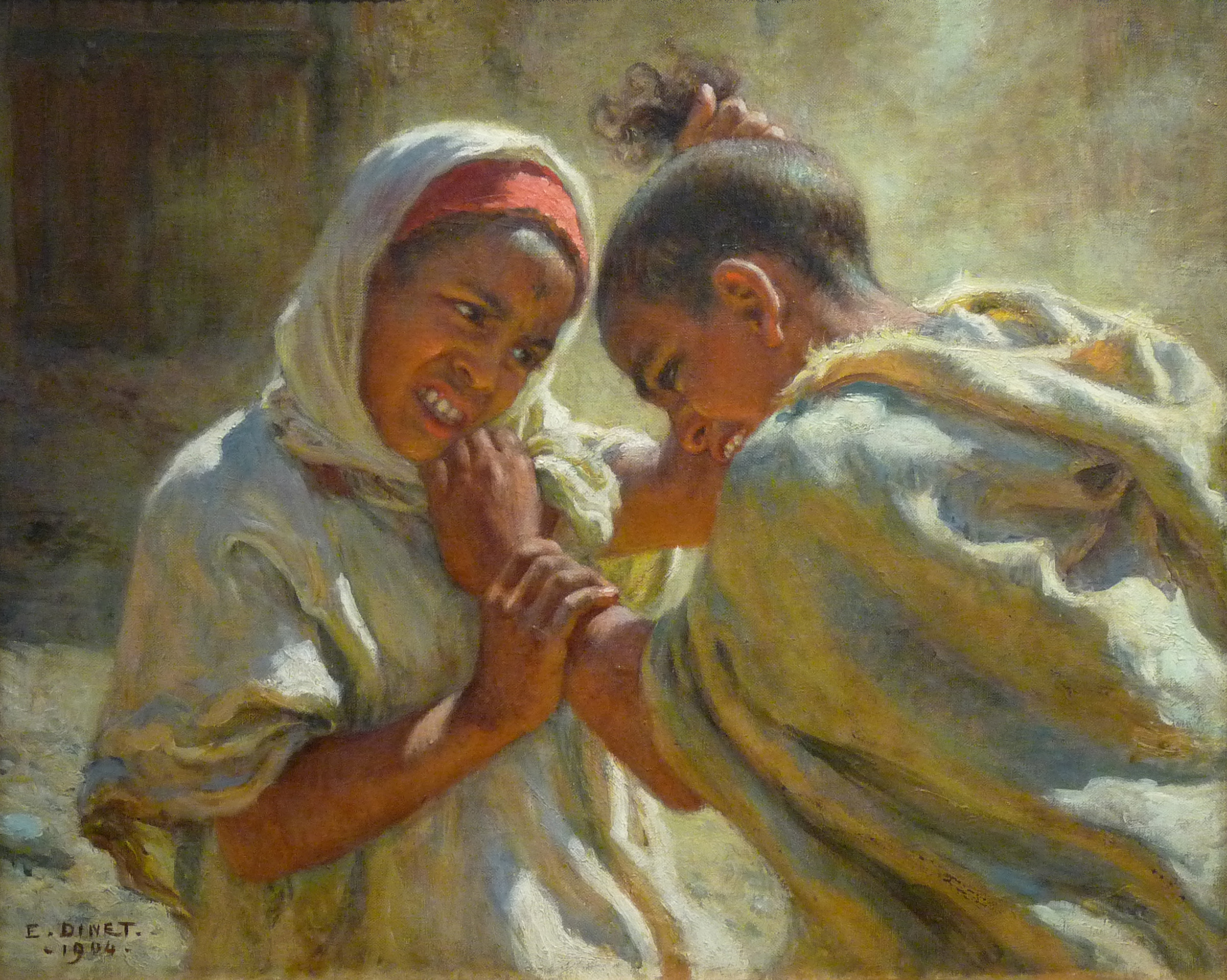
La dispute。油彩 1904年、ナスレディーヌ・ディネ作。少年らの喧嘩。

子供に喧嘩はつきものであり、子供はけんかによって自己主張し、他者と交わり、集団をつくる。子供の喧嘩というのは、3歳ころには始まり、10歳前後にもっとも激しくなり、13歳くらいまで続く。
子供の喧嘩が多いのは、その <<自己中心性>> による。子供は、その場・そのときの自分を強く主張したり、他の人々のことまで自己本位に解釈して、結果として争いを起こす。子供は喧嘩をすることによって、他者を知り集団を知り、自分自身を理解する中で、自分と他者を対等に扱うことを学び、正しく関係づけることを学び、集団を統制することも学ぶ。つまりは、子供は喧嘩をすることによって自己中心性から抜け出してゆくのであり、その意味では喧嘩は発達の糧なのである。
だが、現代社会では幼いころから喧嘩を抑制するため、かえって子供の自己中心性からの脱却を遅らせ、かえって自己中心性を肥大化させてしまっている、と竹内常一は指摘した。
しかし、法的に判断すれば暴行、傷害、器物損壊、強制わいせつ、恐喝としか分類できないような悪質な暴力行為を、日本の学校では「喧嘩」として処理したり隠蔽してしまっていたことが多く、子供たちのいじめや犯罪行為を助長・エスカレートさせる結果を生んでいた。最近になり、それの問題点が指摘されるようになり、学校内の出来事であれ、犯罪に該当する行為は法律にもとづいて警察が介入することが増えてきている。

## 夫婦喧嘩

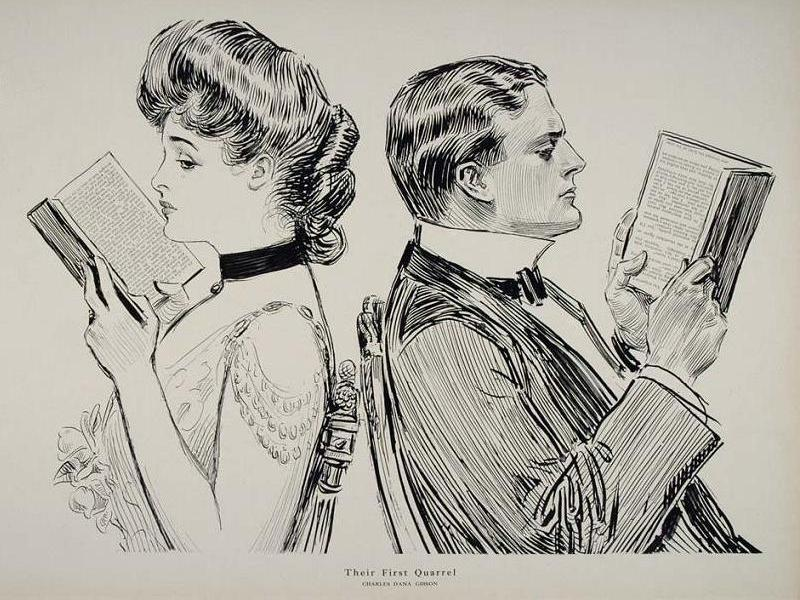
「最初の喧嘩」（1914）。口喧嘩をした後、互いに口をきかず眼も合わせないようにして、沈黙状態で喧嘩を続ける男女

株式会社結婚情報センター（Nozze）が、2008年に、日本の20〜60代の既婚男女660人（男女比1:1）を対象に、夫婦喧嘩に関するアンケート調査を行ったことがある。それによると「夫婦喧嘩の頻度」は「月1〜2回」が 27.0%、「年1〜2回」が 25.3%であった。また「配偶者と喧嘩する頻度が最も高い話題」は1位が「態度・価値観」27.3 %、
2位が「子供関係（学校・教育方針など）」15.3%、3位が「家事関係（掃除 洗濯・整理整頓など）」 13.5 %、という結果であった。

## 動物の喧嘩

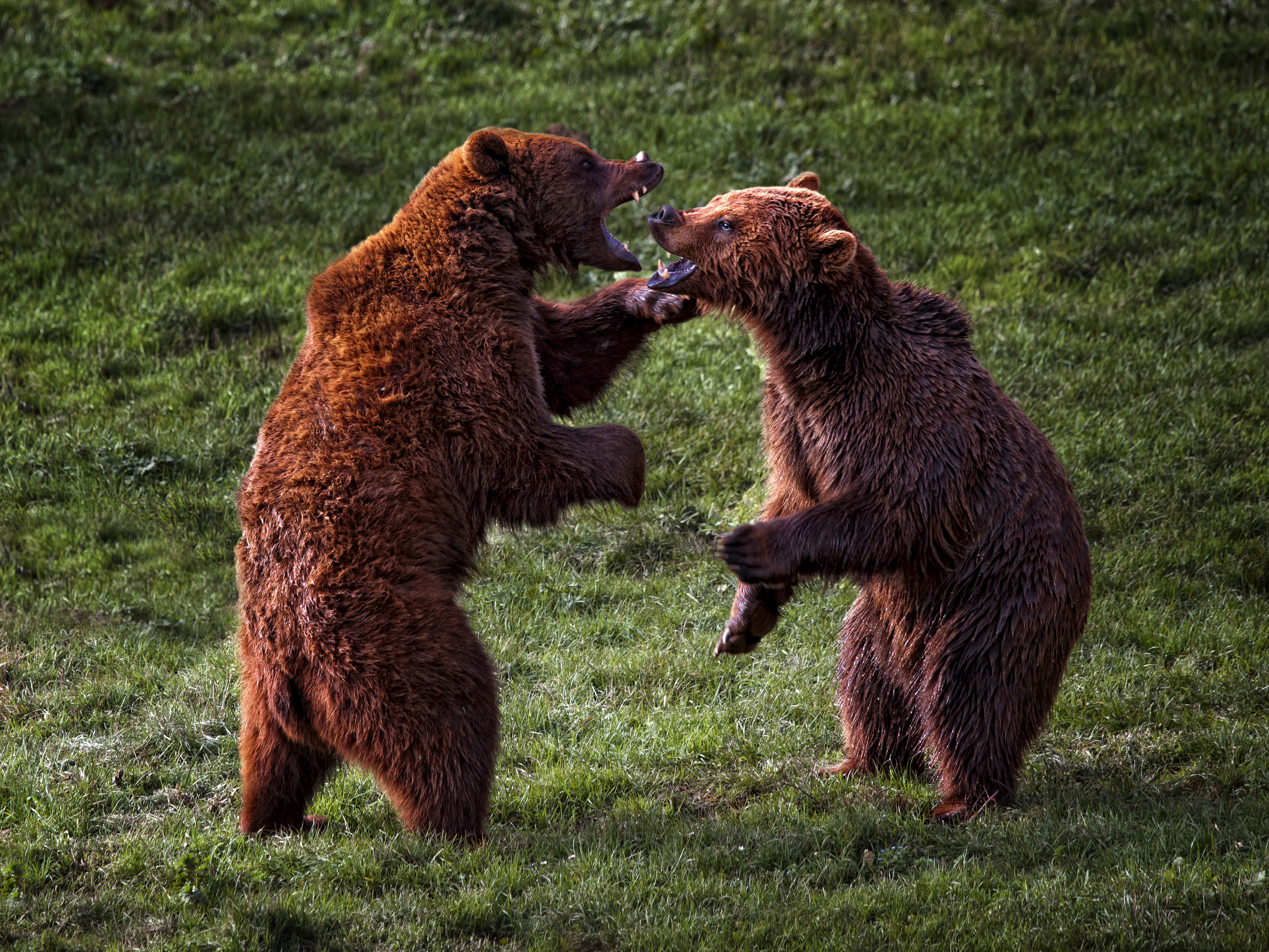
熊と熊の喧嘩

動物にも、食物の取りあいによる喧嘩、縄張り争いの喧嘩　等々がある。